# Seleção Brasileira de Badminton
A Seleção Brasileira de Badminton, ou Badmínton, é a seleção nacional de badminton adulta profissional brasileira, organizada e gerenciada pela Confederação Brasileira de Badminton (CBBd). O treinamento da seleção é realizado em Campinas, estado de São Paulo.
O badminton não é um esporte muito popular no Brasil, no entanto algumas competições internacionais contaram com a presença de atletas brasileiros no pódio.

## História

### 1984–1985: Os primórdios, campeão Sul-Americano de equipes masculinas
No Brasil, a primeira partida oficial de Badminton foi realizada em São Paulo em junho de 1984, foi a I Taça São Paulo. Após o torneio Taça São Paulo, a primeira seleção brasileira disputou o Campeonato Sul-Americano de 1984 em Buenos Aires, e a seleção terminou em terceiro lugar. Foi também nesse mesmo ano que o Brasil se filiou à associação na International Badminton Federation.
No Campeonato Sul-Americano de 1985, a seleção Brasil conquista a medalha de ouro na modalidade por equipes masculinos.

### 1987–2001
Em 1987, a seleção participou do Campeonato Panamericano de Adultos realizado no Lima em Peru e perdeu na fase de grupos na modalidade por equipes mistas. Em 1993, a seleção terminou em quatro lugar no Campeonato Panamericano na modalidade por equipes mistas. O Brasil participou pela primeira vez em um Campeonato Mundial de Equipes Mistas (Copa Sudirman) em 1997.

### 2007–2019: Os primórdios do sucesso no nível Pan-Americano

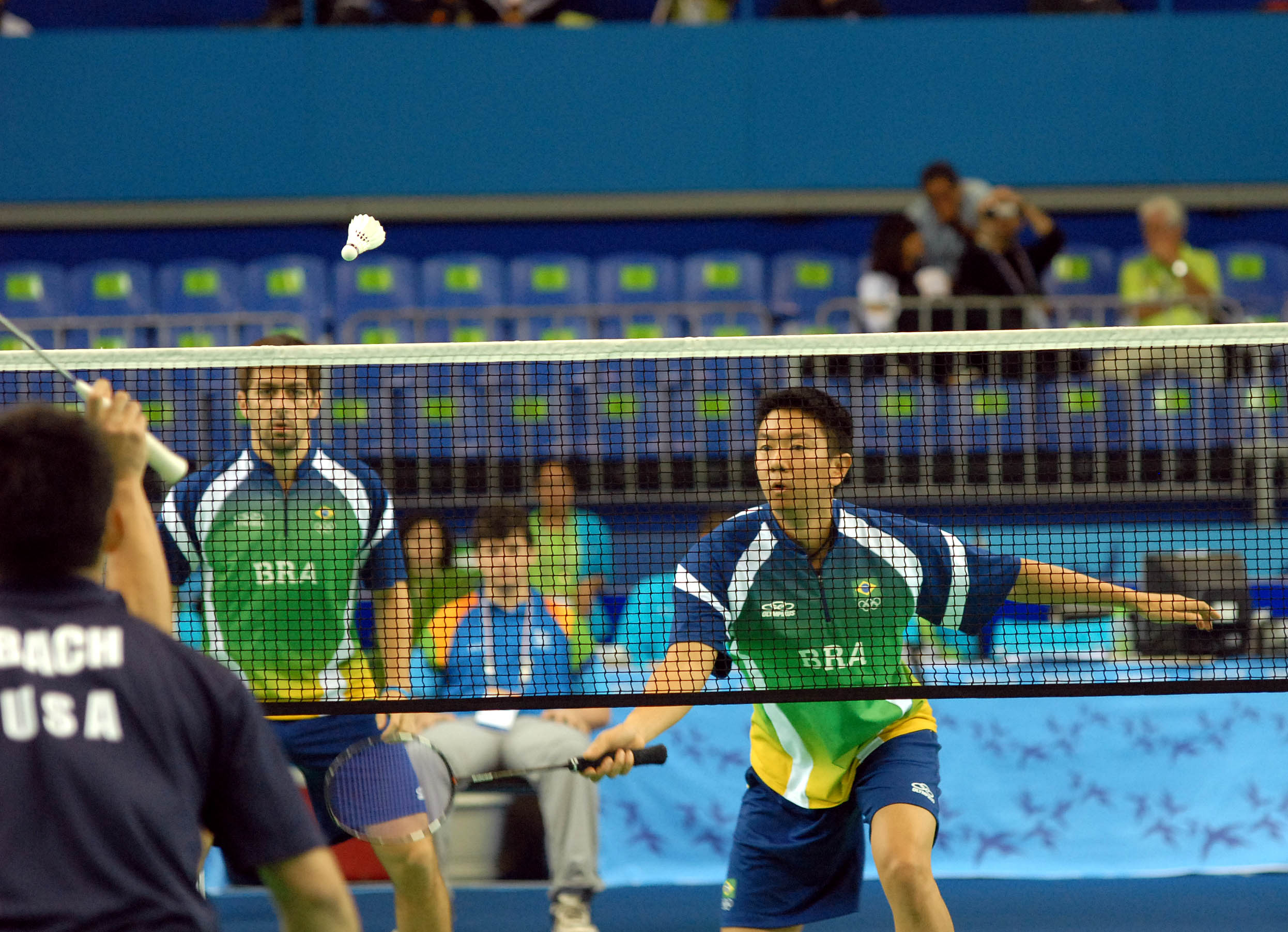
Guilherme Pardo e Guilherme Kumasaka

No Jogos Pan-Americano de 2007 em Rio de Janeiro, Brasil conquista primeira medalha no badminton nos Jogos Pan-Americanos, foi o medalha bronze conquistado por Guilherme Kumasaka e Guilherme Pardo na modalidade dupla masculina.
O Brasil terminou em terceiro lugar no Campeonato Pan-Americano por Equipes Mistas por três vezes consecutivas: 2012, 2013 e 2014. Em 2016 e 2017, Brasil terminou como vice-campeã duas vezes no Campeonato Pan-Americano de Equipes Mistas, perdendo ambas as finais para o Canadá.
No Jogos Pan-Americano de 2019 em Lima, Brasil conquista primeira medalha ouro no badminton. Ygor Coelho faz história e conquista primeiro ouro brasileiro após vence o canadense Brian Yang na final.

### 2022–2024: Qualificação para o Campeonato Mundial de Equipes Masculinas e Femenino (Copa Thomas e Uber)
Em 2022, o Brasil chega pela primeira vez à final do Campeonato Pan-Americano por Equipes Masculino após derrotar os Estados Unidos. Brasil perdeu suas chances de se classificar para o Copa Thomas após perder na final para o Canadá. No feminino, o Brasil não tomou conhecimento da Guatemala na disputa do bronze e venceu por 3 a 0. O Brasil também não conseguiu se classificar para a Copa Thomas de 2024. Na disputa do terceiro lugar, o Brasil venceu México por 3 a 0.

## Estatísticas e títulos
As informações abaixo mostram os resultados Seleção Brasileira de Badminton em campeonatos internacionais.
Notas
| 1. | 2. | 3. | SF | 4. | QF | #R | FG | Q# | # | NP | NA | DS | NQ |

### Copa Thomas (Copa Mundial do Equipes Masculino)
| Ano     | 1949 | 1952 | 1955 | 1958 | 1961 | 1964 | 1967 | 1970 | 1973 | 1976 | 1979 | 1982 | 1984 | 1986      | 1988      | 1990      | 1992      | 1994      | 1996      | 1998      |
| Posição | ND   | ND   | ND   | ND   | ND   | ND   | ND   | ND   | ND   | ND   | ND   | ND   | ND   | ND        | ND        | ND        | ND        | ND        | NC        | NC        |
|         |      |      |      |      |      |      |      |      |      |      |      |      |      |           |           |           |           |           |           |           |
| Ano     | 2000 | 2002 | 2004 | 2006 | 2008 | 2010 | 2012 | 2014 | 2016 | 2018 | 2020 | 2022 | 2024 | 2026      | 2028      | 2030      | 2032      | 2034      | 2036      | 2038      |
| Posição | NC   | NC   | NC   | NC   | NC   | NC   | NC   | ND   | ND   | ND   | NC   | NC   | NC   | A definir | A definir | A definir | A definir | A definir | A definir | A definir |

### Copa Uber (Copa Mundial do Equipes Femenino)
| Ano     | 1950–1953 | 1950–1953 | 1950–1953 | 1957 | 1960 | 1963 | 1966 | 1969 | 1972 | 1975 | 1978 | 1981 | 1984 | 1986      | 1988      | 1990      | 1992      | 1994      | 1996      | 1998      |
| Posição | NA        | NA        | NA        | A    | A    | A    | A    | A    | A    | A    | A    | A    | A    | A         | A         | A         | A         | A         | A         | A         |
|         |           |           |           |      |      |      |      |      |      |      |      |      |      |           |           |           |           |           |           |           |
| Ano     | 2000      | 2002      | 2004      | 2006 | 2008 | 2010 | 2012 | 2014 | 2016 | 2018 | 2020 | 2022 | 2024 | 2026      | 2028      | 2030      | 2032      | 2034      | 2036      | 2038      |
| Posição | ND        | ND        | ND        | NC   | NC   | NC   | NC   | ND   | ND   | ND   | NC   | NC   | NC   | A definir | A definir | A definir | A definir | A definir | A definir | A definir |

### Copa Sudirman (Copa Mundial do Equipes Mistas)
| Year   | 1989 | 1991 | 1993 | 1995 | 1997 | 1999 | 2001 | 2003 | 2005 | 2007 | 2009 | 2011 | 2013 | 2015 | 2017 | 2019 | 2021 | 2023 | 2025      | 2027      |
| Result | ND   | ND   | ND   | ND   | FG   | FG   | FG   | ND   | ND   | ND   | ND   | ND   | ND   | FG   | ND   | ND   | ND   | NC   | A definir | A definir |

### Campeonato Pan-Americano

#### Equipes masculino
| Year   | 2016 | 2018 | 2020 | 2022 | 2024 | 2026      | 2028      | 2030      | 2032      | 2034      | 2036      | 2038      | 2040      | 2042      | 2044      | 2046      | 2048      | 2050      | 2052      | 2054      |
| Result | ND   | ND   | FG   | 2º   | 2º   | A definir | A definir | A definir | A definir | A definir | A definir | A definir | A definir | A definir | A definir | A definir | A definir | A definir | A definir | A definir |

#### Equipes femenino
| Year   | 2016 | 2018 | 2020 | 2022 | 2024 | 2026      | 2028      | 2030      | 2032      | 2034      | 2036      | 2038      | 2040      | 2042      | 2044      | 2046      | 2048      | 2050      | 2052      | 2054      |
| Result | ND   | ND   | 3º   | 3º   | 3º   | A definir | A definir | A definir | A definir | A definir | A definir | A definir | A definir | A definir | A definir | A definir | A definir | A definir | A definir | A definir |

#### Equipes mistas
| Year   | 1977 | 1978 | 1979 | 1980      | 1987      | 1989      | 1991      | 1993      | 1997      | 2001      | 2004      | 2005      | 2007      | 2008      | 2009      | 2010      | 2012      | 2013      | 2014      | 2016      |
| Result | ND   | ND   | ND   | ND        | FG        | ND        | ND        | 4º        | FG        | FG        | 5º        | ND        | FG        | FG        | 4º        | FG        | 3º        | 3º        | 3º        | 2º        |
|        |      |      |      |           |           |           |           |           |           |           |           |           |           |           |           |           |           |           |           |           |
| Year   | 2017 | 2019 | 2023 | 2025      | 2027      | 2029      | 2031      | 2033      | 2035      | 2037      | 2039      | 2041      | 2043      | 2045      | 2047      | 2049      | 2051      | 2053      | 2055      | 2057      |
| Result | 2º   | 3º   | 3º   | A definir | A definir | A definir | A definir | A definir | A definir | A definir | A definir | A definir | A definir | A definir | A definir | A definir | A definir | A definir | A definir | A definir |

### Jogos Sul-Americano

#### Equipes mistas
| Year   | 2010 | 2018 | 2022 |
| Result | 2º   | 1º   | 1º   |

### Campeonato Sul-Americano

#### Equipes masculino
| Year   | 1985 | 1990 |
| Result | 1º   | 2º   |

#### Equipes femenino
| Year   | 1990 |
| Result | 2º   |

#### Equipes mistas
| Year   | 1984 | 1988 | 1996 | 1998 | 2012 | 2013 | 2014 | 2015 | 2016 | 2017 | 2018 | 2019 | 2020 | 2022 | 2023 | 2024 | 2025      | 2026      | 2027      | 2028      |
| Result | 3º   | 2º   | 2º   | 2º   | 1º   | ND   | 1º   | 1º   | 1º   | 3º   | 2º   | 2º   | 2º   | 2º   | 1º   | 2º   | A definir | A definir | A definir | A definir |

### Jogos Mundiais Universitários

#### Equipes mistas
| Year   | 2007 | 2011 | 2013 | 2015 | 2017 | 2021 | 2025      | 2029      | 2023      | 2037      |
| Result | ND   | ND   | FG   | FG   | FG   | FG   | A definir | A definir | A definir | A definir |

### Campeonato Mundial Universitário de Badminton

#### Equipes mistas
| Year   | 2008 | 2010 | 2012 | 2014 | 2016 | 2018 |
| Result | ND   | ND   | ND   | FG   | ND   | ND   |